# ادوارد ام. برک
ادوارد مایکل برک (Edward Michael Burke) (متولد ۲۹ دسامبر ۱۹۴۳)، سیاستمدار آمریکایی و عضو انجمن شهر ناحیهٔ چهاردهم شهر شیکاگو است. وی که یکی از اعضای حزب دموکرات است، برای نخستین بار در سال ۱۹۶۹ در شورای شهر شیکاگو انتخاب شد و از بخش‌های جنوب‌غربی شهر نمایندگی می‌نماید. برک که رئیس کمیتهٔ مالی شورا بود، از طرف روزنامهٔ شیکاگو سان - تایمز، «قدرتمندترین عضو شورای شهر» شیکاگو لقب گرفت. برک توسط مجله شیکاگو، یکی از «۱۰۰ قدرتمندترین شهروند شیکاگو» نامیده شد و او را به‌عنوان یکی از سیاست‌مداران سازمان سیاسی سنتی شیکاگو توصیف کرد.
برک با سابقه‌ترین عضو انجمن شهرداری در تاریخ شیکاگو است. در جریان دور نخست شهردار هارولد واشینگتن، در دورهٔ جنگ شورا، یکی از رهبران «وردولیاک ۲۹» بود. برک و پرسنلش در معرض تحقیقات فدرال و محلی قرار گرفتند و اعضای ستاد اش به اتهام لست حقوق و تخلقات قراردادی، متهم شناخته شدند و محکوم به مجازات شدند.
برک شریک اصلی شرکت کلافتر و برک بود، کلافتر و برک یک شرکت حقوقی است که به صورت تخصصی در بخش تجدید نظر در مالیات بر دارایی فعالیت می‌نماید؛ این شرکت به مشتریانی که مصروف کسب و کار در این شهر هستند خدمت می‌کند و همچنین خدماتی را برای دونالد ترامپ، رئیس‌جمهور ایالات متحده ارائه می‌نماید. مأموران فدرال در ۲۹ نوامبر سال ۲۰۱۸، دفتر برک در ساختمان شهرداری شیکاگو و دفتر وی در انجمن شهر را تصرف کردند، این مأموران کارمندان را بیرون کشیدند و دروازه‌ها و پنجره‌ها را با کاغذ پوشانیدند. برک در ۳ ژانویه سال ۲۰۱۹، بنا بر ادعا به‌خاطر استفاده از پست دولتی به‌منظور جلب کسب و کار برای شرکت حقوقی خود، به شروع به اخاذی متهم شد. برک از ماه اوت سال ۲۰۱۹ به بعد در شرکت حقوقی شریک نیست. آن اِم. برک، خانم برک قاضی دادگاه عالی ایلینوی است. برک و خانمش والدین خوانده بودند و طرف یک دعوی طولانی مدت، خیلی شایع و نژادپرستانه حضانت بودند.

## اوایل زندگی
برک ساکن اصلی شیکاگو است. جوزف پی. برک، پدر برک، مأمور پلیس کلانتر شهرستان کوک بود که به عنوان ضابط دادگستری کار می‌کرد. جوزف برک، به عنوان عضو کمیتهٔ سیاسی حزب (یک پست محلی حزب دموکرات) از ناحیهٔ چهاردهم خدمت کرد و در ماه نوامبر سال ۱۹۵۳، از ناحیهٔ چهاردهم عضو انجمن شهر انتخاب شد.
ادوارد برک در یک مدرسهٔ ابتدائی دیداری در کلیسای کاتولیک پاریش در قسمت جنوبی شیکاگو درس خواند و در سال ۱۹۶۱ از مدرسهٔ علوم دینی مقدماتی کویگلی فارغ شد. در سال ۱۹۶۵ با کسب مدرک کارشناسی از دانشگاه دوپال فارغ شد و سپس سه سال به عنوان مأمور پلیس شیکاگو کار کرد و در اداره داستانی ایالتی گماشته شد. در این خلال در دانشکدهٔ حقوق دانشگاه دوپال در رشتهٔ حقوق تحصیل کرد. در سال ۱۹۶۸، برک مدرک دکتری حقوق را بدست آورد، در کانون وکلای ایالت ایلینوی پذیرفته شد و با آن ماری، خانمش، ازدواج کرد.
برک در هنگام تحصیل در مدرسهٔ حقوق، در زمان شدت جنگ ویتنام، به‌خاطر اجرای خدمت وظیفه عمومی یا اجباری، دروس اش به تعویق انداخته شد. پس از ازدواج و فوت پدرش، به‌عنوان یگانه حامی خانم، مادر و دو برادر خردسال اش، برای معافیت عسر و حرج (3-A، یعنی تعویق ثبت نام برای افراد تحت تکفل) در خواست ارائه کرد. در ماه ژوئن سال ۱۹۶۹، هیئت تجدید نظر سیستم سامانهٔ انتخابی ایلینوی، مجدداً وی را در کتگوری 1-A (واجد شرایط سربازی بدون محدودیت)، طبقه‌بندی کرد. در همان زمان، به عنوان سرباز وظیفه در گروه سه صدو شصت و سوم امور مدنی واحد ارتش ذخیره ایالات متحده مستقر در شیکاگو پذیرفته شد. رقبای سیاسی وی ابراز نگرانی کردند که توجه ویژه به برک این زمینه را مهیا ساخت تا پیش از دیگران در واحد ذخیره وارد شود، اما در نتیجهٔ تحقیقات ارتش، هیچ نوع سندی مبنی بر دستکاری به نفع وی دریافت نشد.

## عضو کمیتهٔ حزب دموکرات
برک، در نخست به‌عنوان عضو کمیتهٔ حزب دموکرات و سپس عضو انجمن شهر از ناحیهٔ چهاردهم، جانشین پدر خود در سیاست محلی شد. پس از فوت برک بزرگ در زمان تصدی در اثر سرطان در ۱۱ مه سال ۱۹۶۸،‏ ادوارد برک از شغل مأموریت پلیس مرخصی گرفت تا بجای پدرش عضو کمیتهٔ حزب دموکرات ناحیهٔ چهاردهم شود. برک باوجودی‌که رئیس محله نبود، اما با آراء مخفی ۶۵ رئیس محله، و شکست رئیس محلهٔ کهنه‌کار صرف با ۳ و نیم رای، برندهٔ انتخابات در کرسی کمیتهٔ پدرش شد. در سن ۲۴ سالگی، برک جوان‌ترین شخص در تاریخ شیکاگو بود که عضو کمیتهٔ ناحیه شد، و الی ۱۷ مارس سال ۲۰۲۰، پس از شکست توسط آرون اورتیز، نماینده ایالت، این سمت را به‌عهده داشت.